# 姜堰市人民医院
姜堰市人民医院，是中国江苏省的一所医院，为二级甲等医院，位于姜堰市健康路27号。

## 规模
姜堰市人民医院总床位400张，日门诊量378人次。